# Pairac (Cruesa)
Pairac (en francès Peyrat-la-Nonière) és un municipi del cantó de Charnalhas (districte de Lo Buçon, departament de la Cruesa, regió de la Nova Aquitània, França). Al cens de 2020 tenia 427 habitants.
Està integrada a la Communauté de communes de Chénérailles.
| 1968 | 1975 | 1982 | 1990 | 1999 | 2020 |
| ---- | ---- | ---- | ---- | ---- | ---- |
| 786  | 663  | 609  | 506  | 499  | 427  |

| Període   | Identitat          | Partit |
| --------- | ------------------ | ------ |
| 1977-2010 | Guy de Lamberterie | UMP    |
| 2010-     | Jean-Denis Bourcy  |        |